# Liste der Biografien/Tse
Liste der Biografien |
Portal Biografien |
Personensuche
# |
A |
B |
C |
D |
E |
F |
G |
H |
I |
J |
K |
L |
M |
N |
O |
P |
Q |
R |
S |
T |
U |
V |
W |
X |
Y |
Z |
?
 
Ta |
Tc |
Te |
Tf |
Tg |
Th |
Ti |
Tj |
Tk |
Tl |
Tm |
To |
Tq |
Tr |
Ts |
Tu |
Tv |
Tw |
Tx |
Ty |
Tz
 
Tsa |
Tsc |
Tse |
Tsh |
Tsi |
Tsj |
Tso |
Tsu |
Tsv |
Tsy |
Tsz
Die Liste der Biografien führt alle Personen auf, die in der deutschsprachigen Wikipedia einen Artikel haben. Dieses ist eine Teilliste mit 56 Einträgen von Personen, deren Namen mit den Buchstaben „Tse“ beginnt.

## Tse
- Tse Ying Suet (* 1991), chinesische Badmintonspielerin
- Tse, David, chinesisch-US-amerikanischer Elektroingenieur
- Tse, Elyse (* 2004), neuseeländische Tennisspielerin
- Tse, Ka Chun (* 1986), chinesischer Tischtennisspieler (Hongkong)
- Tse, Nicholas (* 1980), chinesisch-kanadischer Schauspieler und Sänger
- Tse, Rico Yee Hin (* 2000), hongkong-chinesischer Sprinter
- Tse, Toby (* 2004), chinesische Squashspielerin (Hongkong)

### Tseb
- Tsebe, David (* 1966), südafrikanischer Marathonläufer
- Tsebelis, George (* 1952), US-amerikanischer Politikwissenschaftler

### Tsed
- Tsedenbal, Jumdschaagiin (1916–1991), mongolischer StaatsführerJumdschaagiin Tsedenbal (1916–1991)

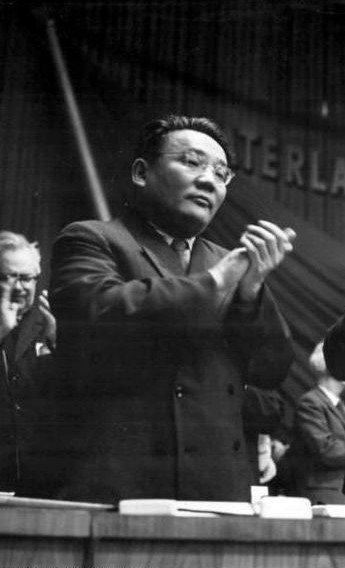
Jumdschaagiin Tsedenbal (1916–1991)

### Tseg
- Tsega, Demssew (* 1988), äthiopischer Marathonläufer
- Tsegah, Francis Alex (* 1943), ghanaischer Diplomat
- Tsegah, Geneviève Delali (* 1951), ghanaische Diplomatin
- Tsegay, Atsedu (* 1991), äthiopischer Langstreckenläufer
- Tsegay, Gudaf (* 1997), äthiopische Mittelstreckenläuferin
- Tsegay, Samuel (* 1988), eritreisch-schwedischer Langstreckenläufer
- Tsegay, Yemane (* 1985), äthiopischer Marathonläufer
- Tsegaye, Ezra (* 1976), deutscher Grafiker, Storyboard Artist, Comiczeichner und Regisseur
- Tsegaye, Tirfi (* 1984), äthiopische Langstreckenläuferin
- Tšegodajev, Martin (* 1990), estnischer Fußballspieler
- Tsegu, Berehanu (* 1999), äthiopischer Langstreckenläufer

### Tseh
- Tsehaye, Vanessa (* 1996), eritreisch-schwedische Menschenrechtsaktivistin

### Tsek
- Tsekoa, Mohlabi (* 1945), lesothischer Diplomat und Politiker

### Tsel
- Ts’elho, M’apotlaki (* 1981), lesothische Leichtathletin
- Tselidis, Theodoros (* 1996), griechischer Judoka
- Tselios, Nikos (* 1979), US-amerikanisch-griechischer Eishockeyspieler

### Tsem
- Tsem Tulku (1965–2019), tibetischer Mönch und Gelehrter

### Tsen
- Tsend, Gan-Erdene (* 1979), deutsch-mongolischer Künstler
- Tsend, Luwsanscharawyn (1940–2023), mongolischer Eisschnellläufer
- Tsend-Ajuusch, Namchain (* 1945), mongolischer Boxer
- Tsendbaatar, Erdenebatyn (* 1996), mongolischer Boxer
- Tseng Ming-chung (* 1959), taiwanischer Politiker (Kuomintang) und Hochschullehrer
- Tseng Yu-Chin (* 1978), taiwanischer Videokünstler
- Tseng, Chun-hsin (* 2001), taiwanischer TennisspielerTseng Chun-hsin (* 2001)

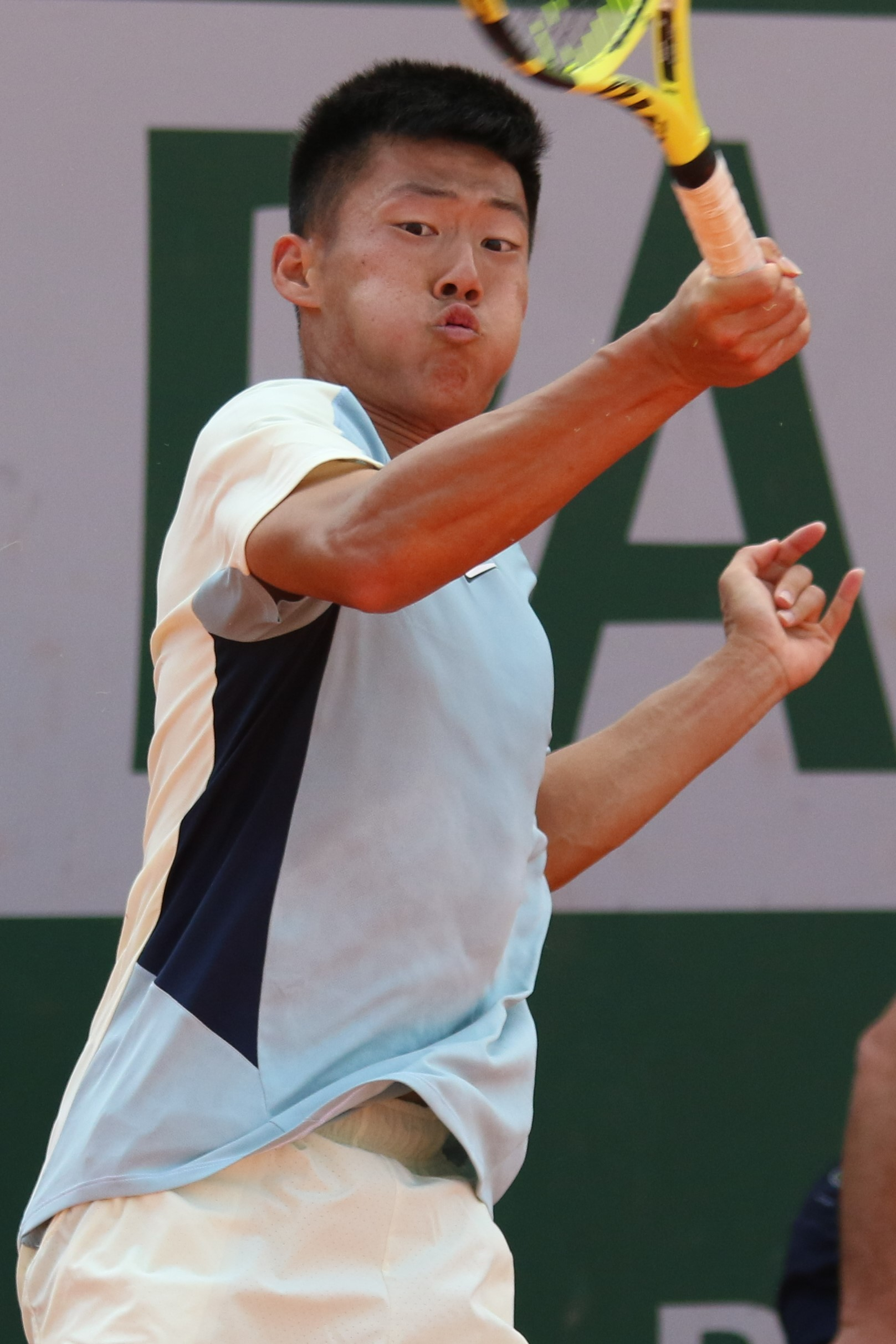
Tseng Chun-hsin (* 2001)

- Tseng, Jenny (* 1953), chinesische Sängerin, Moderatorin, Modedesignerin und Schauspielerin
- Tseng, Jing-hua (* 1997), taiwanischer Filmschauspieler
- Tseng, John Baptist Chien-tsi (* 1942), taiwanischer Geistlicher, emeritierter römisch-katholischer Weihbischof in Hualien
- Tseng, Kwong Chi (1950–1990), US-amerikanischer Fotograf
- Tseng, Li-cheng (* 1986), taiwanische Taekwondoin
- Tseng, Lung-hui (* 1959), taiwanischer paralympischer Bogenschütze
- Tseng, Min-hao (* 1988), taiwanischer Badmintonspieler
- Tseng, Muna, US-amerikanische Tänzerin, Tanzpädagogin und Choreographin
- Tseng, Stefan (* 1990), singapurischer Dreispringer
- Tseng, Yani (* 1989), taiwanische Golferin
- Tsenikoglou, Paris (* 1989), griechischer Pianist
- Tsenova, Julia (1948–2010), bulgarische Pianistin und Komponistin
- Tsenshab Serkong Rinpoche (1914–1983), tibetanischer Mönch

### Tser
- t’Serclaes van Tilly, Claude Frédéric (1648–1723), Feldmarschallleutnant
- Tserenbaltawyn Sarantujaa (* 1959), mongolische Juristin und Politikerin
- Tserendondow, Tüwdiin (1934–2018), mongolischer Sportschütze
- Tserendowdongiin, Tömör-Otschir (* 1991), mongolischer Fußballspieler
- Tserennjam, Tsejen-Oidowyn (* 1968), mongolischer Boxer
- Tserenpil, Ariuntugs (* 1977), mongolischer Videokünstler
- Tsering Dolma (1919–1964), tibetische Kinderdörfergründerin
- Tsering Wangmo Dhompa (* 1969), tibetische Dichterin

### Tsew
- Tsewangrabtan (1643–1727), Herrscher der Dschungaren